# Дзімарра

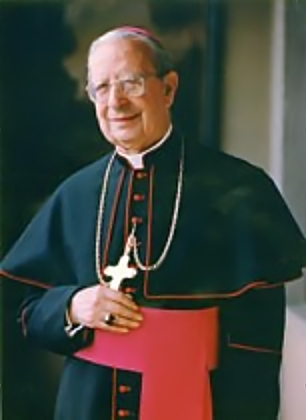
Альваро дель Портільйо, Opus Dei у дзімаррі з пурпуровою фасцією

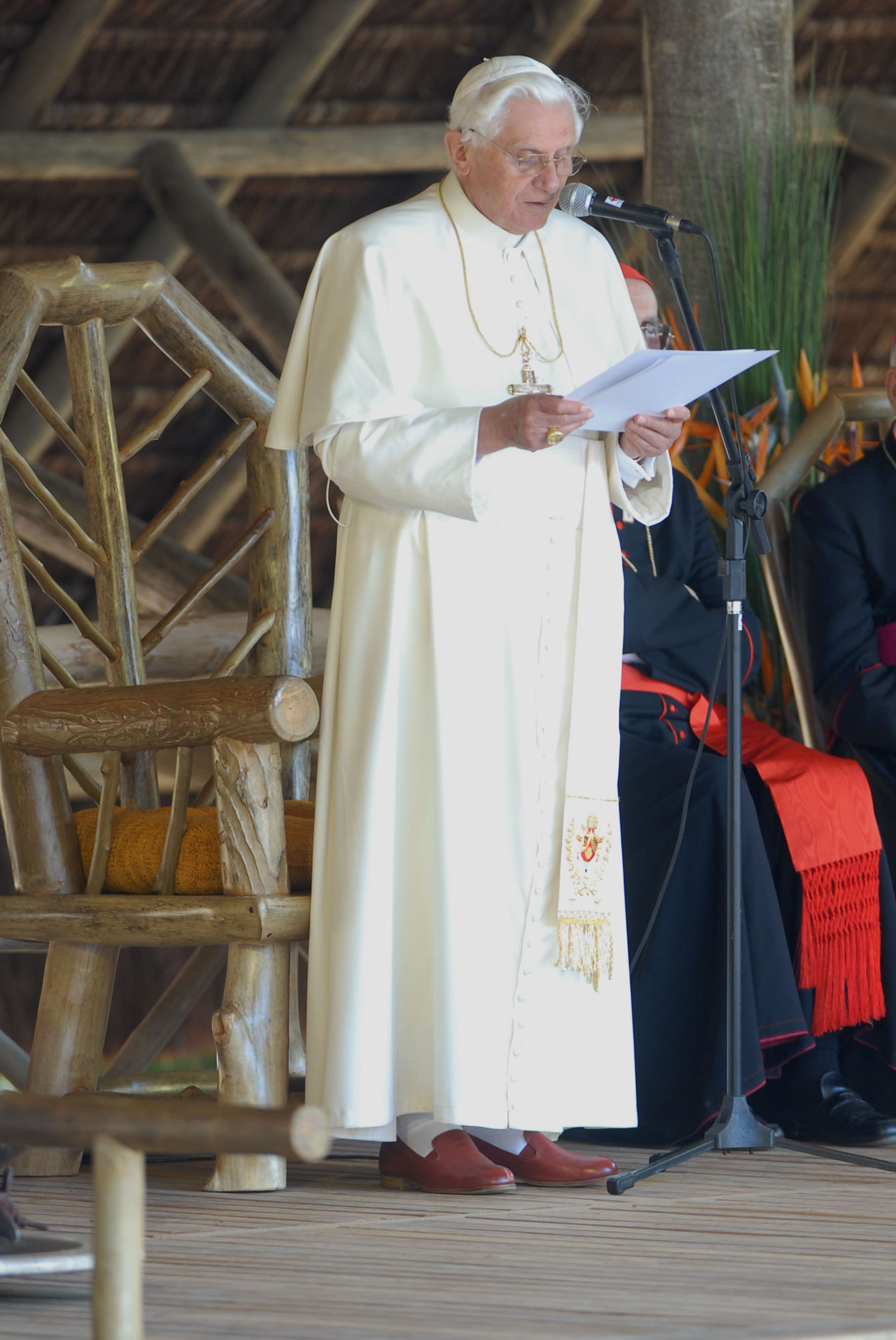
Бенедикт XVI у білій дзімаррі та підперезаний білою фасцією

Дзімарра (італ. zimarra) — основний повсякденний одяг католицьких єпископів, сутана з пришитою накидкою на плечі. Буває чорного кольору — з червоною окантовкою у кардиналів, і фіолетовою (темною) — у єпископів. У теплих регіонах може бути білого кольору з окантовкою відповідно до рангу. У побуті дзімарра може бути замінена сорочкою з римським коміром і чорним або темно-сірим світським костюмом.
Дзімарра, як і сутана, має 33 ґудзики, що символізують кількість земних років Ісуса Христа, на манжетах можуть розташовуватись по п'ять ґудзиків, що символізують п'ять ран Христа.

## Галерея
|          |         |                           |                             |
| Кардинал | Єпископ | Капелан Його Святійшиства | Священик/Диякон/ Семінарист |